# Explicit Samouraï
Explicit Samouraï est un groupe de rap français, originaire de Bagneux, dans les Hauts-de-Seine. Formé en 1996, il se compose de Specta, Leeroy Kesiah et du DJ Eddy Kent.

## Biographie
Explicit Samouraï se forme en 1996 à Bagneux, dans les Hauts-de-Seine, par Leeroy Kesiah et Specta. Le groupe participe à la création du Saian Supa Crew, un collectif de six rappeurs, avec la participation occasionnelle d'Eddy Kent comme DJ,. Parallèlement, Leeroy accumule les apparitions en solo, et Explicit Samouraï participe à la compilation de Kool & Radikal.
Specta quitte le Saïan Supa Crew en janvier 2003, permettant à Explicit Samouraï de se focaliser sur différents projets : la création du label Toxic Label, la série de DVD Toxic TV, des apparitions sur compilations ou encore le maxi La danse du sabre. En 2005, ils publient l'album RAP qui atteint la 77e place des meilleures ventes d'albums en France. Le groupe publie également le maxi-hommage Jump Around, avant de se séparer en silence aux alentours de 2005. Après avoir quitté le Saïan Supa Crew en 2007, Leeroy s'occupe de sa carrière solo, tandis que Specta décide de créer un autre collectif, baptisé La Horde.